# Ilha do Retiro (Brasília)

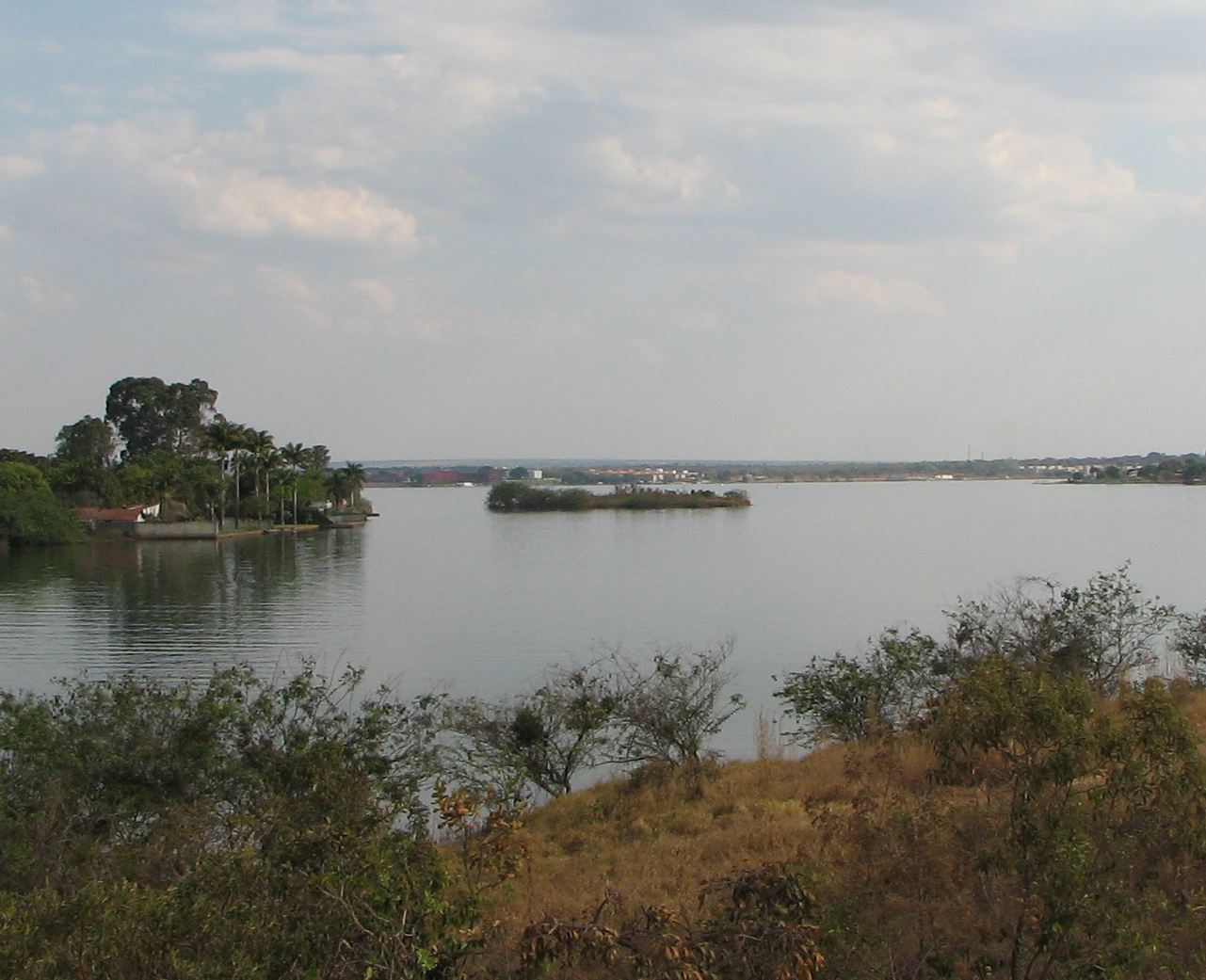
A ilha, vista do Lago Norte.

A Ilha do Retiro é a segunda maior das três ilhas do Lago Paranoá, em Brasília, Distrito Federal. Tem aproximadamente 1,0 hectare (10 000 m²), está localizada próxima da ML 7 do Lago Norte e é declarada Reserva Ecológica do Lago Paranoá. As outras duas ilhas do lago são Ilha do Paranoá e Ilha dos Clubes.